# Reading United AC
Der Reading United AC ist ein US-amerikanisches Fußball-Franchise mit Sitz in Reading im Bundesstaat Pennsylvania. Die Mannschaft spielt derzeit in der USL League Two.

## Geschichte

### Anfänge in der USL Second Division
Das Franchise wurde im Jahr 1995 ursprünglich als Reading Rage gegründet. Zur Saison 1996 stieg die Mannschaft dann in den Spielbetrieb der USISL Professional League ein und erreichte hier in den Regular Season innerhalb der Northeast Conference mit 28 Punkten den vierten Platz. Damit qualifizierte sich das Team direkt für die Conference Playoffs, wo man aber im Halbfinale gegen Central Jersey Riptide mit 1:2 verlor. Ab der nächsten Saison ging es dann weiter in der USISL D-3 Pro League, wo man diesmal mit 40 Punkten sogar die Division gewinnen konnte, in den Playoffs kam man hier aber erneut nicht sonderlich weit. Die Saison 1998 schloss die Mannschaft mit 30 Punkten nun auf dem zweiten Platz in der Mid-Atlantic Division ab. Mit 5:2 besiegte das Team anschließend auch die New Jersey Stallions im Divisional Semifinal, danach verlor man in den Finals aber erneut gegen Central Jersey.
In den folgenden Jahren qualifizierte man sich danach noch des Öfteren für die Playoffs scheiterte dort aber dann spätestens in den Semifinals. Ab der Saison 2002 Schloss die Mannschaft aber nun erst einmal immer als letzter der Gruppe ab. So kam es dann auch, dass man die Liga nach der Saison 2003 verließ und in die PDL wechselte.

### Wechsel in die PDL
Aus der nun USL Pro Select heißenden Spielklasse wechselte das Team zur Saison 2004 in die nun viertklassige PDL, wo man innerhalb der Eastern Conference in die Northeast Division gesetzt wurde. Mit 26 Punkten war hier aber erst einmal nur der fünfte Platz drin. Auch in den folgenden Jahren wurde die Platzierung aber nicht wirklich besser und eine Qualifikation für die Playoffs gelang so eine lange Zeit nicht. Erst nach der Saison 2008 schaffte man es, mittlerweile in die Mid Atlantic Division gesetzt, mit 35 Punkten ziemlich deutlich die Division zu gewinnen. In den Playoffs schaffte man zwei Siege in Folge und scheiterte erst in den National Semifinals an Laredo Heat. Auch in der Folgesaison 2009 gelang es wieder die Division als erster abzuschließen. In den Divisional Finals war aber bereits gegen die Cary Clarets nach einer 1:2-Niederlage Schluss.

### Seit Kooperation mit Philadelphia Union
Zur Saison 2010 wurde mit dem MLS-Franchise Philadelphia Union eine Vereinbarung getroffen, welches die Mannschaft zum offiziellen Minor-League Team machte. Teil dieser Vereinbarung war auch eine Umbenennung in Reading United AC. Auch in dieser Saison gelang mit 34 Punkten wieder der Divisional-Titel. In den Playoffs scheiterte man schließlich aber in den PDL Semifinals an der U23 der Portland Timbers mit 1:2. Auch im Spiel um den dritten Platz unterlag man, diesmal den Baton Rouge Capitals mit einem Ergebnis von 2:4 nach Elfmeterschießen. Die Spielzeit 2011 konnte man nun mit 38 Punkten durch einen Punkt Vorsprung der Long Island Rough Raiders nicht gewinnen und musste so in den Playoffs erst in die Conference Quarterfinals, wo man schließlich dem Divisionsrivalen Jersey Express mit 0:1 unterlag. Auch in der Folgesaison reichte es nur für den zweiten Platz, trotzdem schaffte man es bis in die Conference Semifinals, unterlag dort aber nach Verlängerung Carolina Dynamo mit 1:2. Über den dritten Platz ging es anschließend in die Playoffs der Saison 2013, wo der Lauf in den Conference Semifinals gegen Ottawa Fury mit 2:3 endete.
Über den zweiten Platz in der Division musste das Team in der Saison 2014 in ein Inter-Divisional Playoff, in welchem man Connecticut FC Azul mit 0:3 unterlag. Die Regular Season 2015 durchbrach nun aber den Lauf des Franchise, in welchem man sich in jeder Saison in den letzten Jahren immer wieder zumindest für eine Phase der Playoffs qualifizieren konnte. Aufgrund eines 1:0-Sieges rückte Jersey Express bei gleichem Ergebnis von Siegen, Unentschieden, Niederlagen, Geschossenen als auch erhaltenen Toren sowie Punkten in die Playoffs vor. Dies wurde aber schnell wieder korrigiert und mit 31 Punkten nach der Regular Season wurde man wieder erster der Division und schaffte es später bis in die Conference Finals, wo man mit 1:4 dann aber den Ocean City Nor’easters unterlag. Die Saison 2017 lief dann aber wiederum nicht so erfolgreich und nach einem zweiten Platz in der Regular Season schied man schon nach einem 1:3 gegen die Seacoast United Phantoms in der Divisional Qualification aus.
Die erfolgreichste Phase der jüngsten Franchise-Geschichte begann dann in der Saison 2018, als man erst mit 38 Punkten erster in der Division wurde und später es bis ins Finale um die National Championship schaffte. Erst dort war es nach einer 2:4-Niederlage in der Verlängerung gegen den Calgary Foothills FC zu Ende. Anschließend gelang in der Saison 2019 mit 33 Punkten wieder der erste Platz in der Division und erneut erreichte man das Spiel um die National Championship. Hier scheiterte man nun jedoch wieder, diesmal nach Verlängerung mit 0:1 gegen die Flint City Bucks.
Bedingt durch die Covid-19-Pandemie wurde dann keine Saison 2020 ausgespielt und man trat er zur Saison 2021 wieder an, hier verpasste man mit 15 Punkten über den fünften Platz jedoch klar die Playoffs.